# Marcelino Ramos
Marcelino Ramos – miasto w południowej Brazylii, w stanie Rio Grande do Sul. Oddalone od stolicy stanu Porto Alegre o 423 kilometry, założone 28 grudnia 1944 roku.
Średnia roczna temperatura w tym mieście wynosi 18ºC.
W mieście znajduje się również sanktuarium misjonarzy Saletynów.

## Linki zewnętrzne

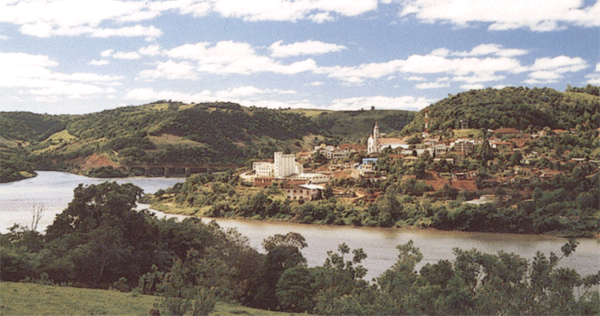
Widok na Marcelino Ramos